# Спарама
Спарама або Спраама (*д/н —після 699) — цариця Кавказької Албанії у 694—699 роках.

## Життєпис
Про походження немає відомостей. була дружиною верховного князя Кавказької Албанії Вараз Трдата I. У 694, коли останній опинився у фактичного полоні у візантійців, стає регентшею при синах Гагіку I і Вардані II. Втім того ж року владу захопив нахарар Шеру (Шіро). Можливо Спарама розлучилася з першим чоловіком та вийшла заміж за Шеру. Втім не зуміла протидіяти візантійцям, які значно посилили вплив, та нападам арабських військовиків, що плюндрували державу.
У 699 році після звільнення Вараз Трдата I поступилася владою, можливо заслана до монастиря або була страчена.